# 斯洛文尼亚宗教
斯洛維尼亞宗教（2019年）

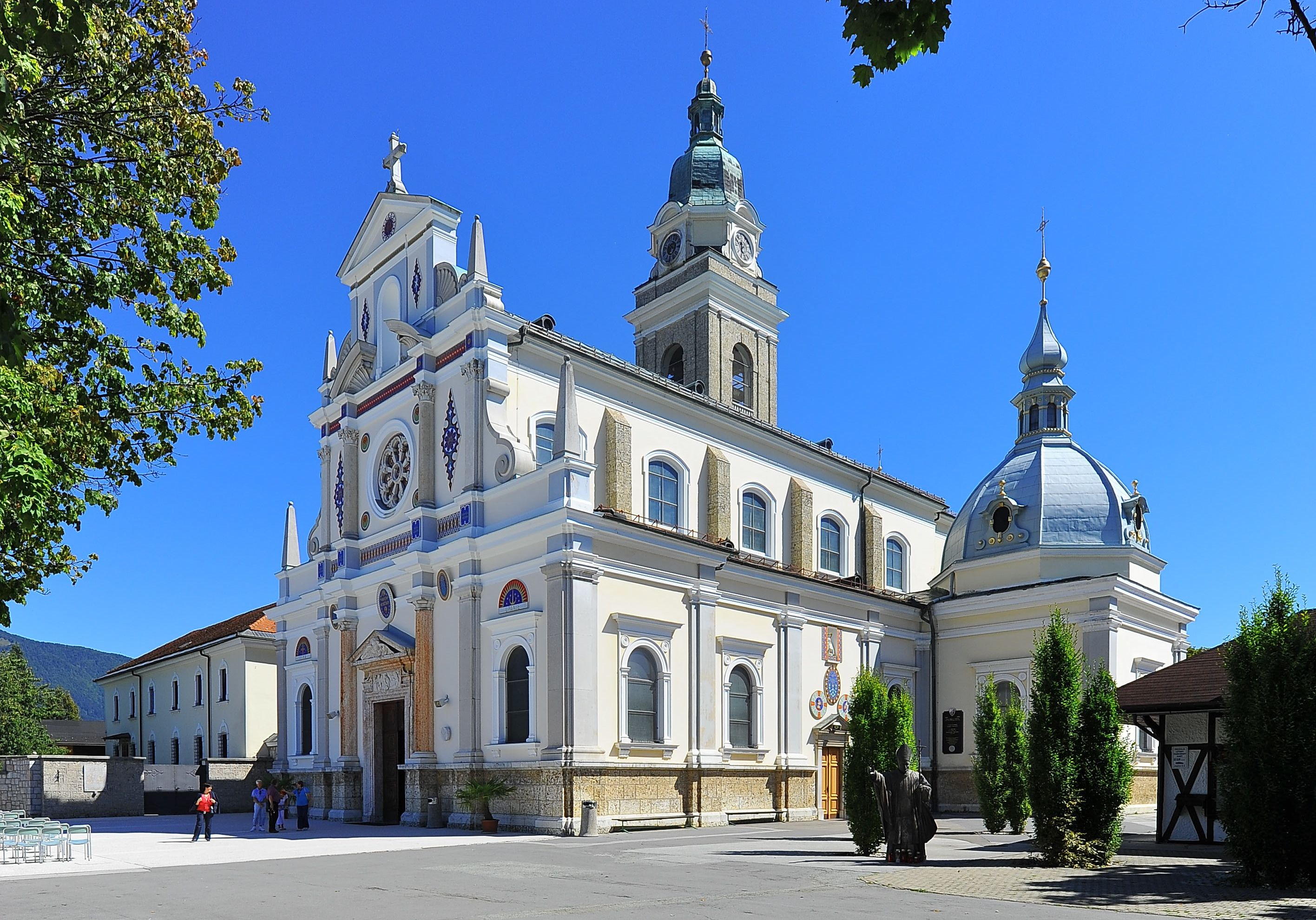
上克拉尼斯卡統計區Brezje的聖母教堂是斯洛文尼亞天主教基督徒的朝聖教堂

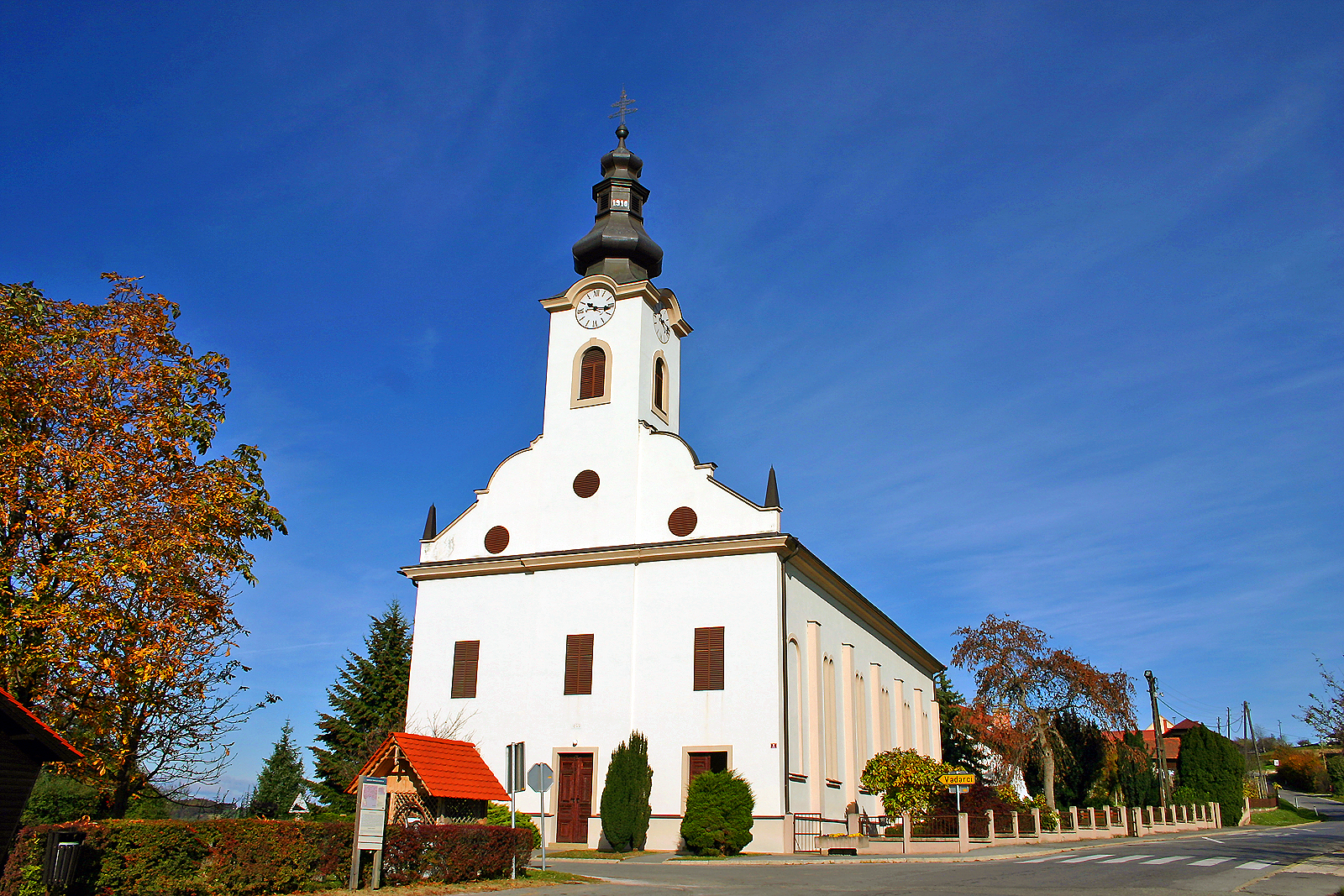
普雷克穆列的路德宗教堂

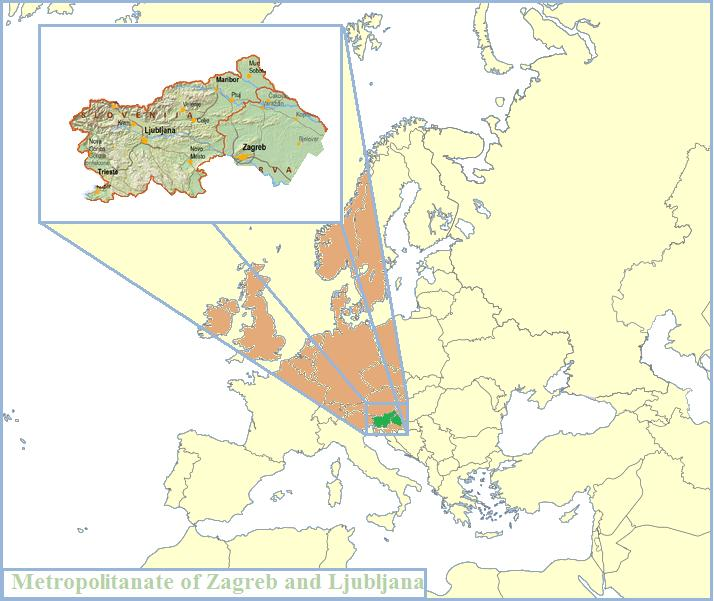
斯洛維尼亞的東正教基督徒屬於薩格勒布和盧布爾雅那塞爾維亞正教會大主教的管轄範圍

斯洛文尼亞的主要宗教是基督教中的天主教會，為該國最大的基督教教派。除了天主教會之外，斯洛文尼亞其他基督教宗派包括東正教（塞爾維亞正教會）和新教（路德宗為大宗）。伊斯蘭教、猶太教和印度教是斯洛文尼亞的少數宗教。也有一部分人口無信仰（無神論者和不可知論者佔斯洛文尼亞人口的10％左右）。
宗教在斯洛文尼亞人中扮演重要角色，天主教會曾經作為斯洛文尼亞的國教，再經過16世紀的宗教改革和二戰後的共產統治，在國家和宗教中逐漸有了一定程度的分離。

## 宗教

### 基督宗教

#### 天主教
斯洛文尼亞大約有1,471,000名天主教信徒（根據2002年人口普查，約佔斯洛文尼亞總人口的73.5％）。斯洛文尼亞有六個天主教教區。

#### 新教
新教與斯洛文尼亞人的歷史緊密結合，斯洛文尼亞語在宗教改革中被發展出來。PrimožTrubar是斯洛文尼亞的作家和宗教改革家。他為斯洛文尼亞語和斯洛文尼亞文化的發展做出了貢獻。16世紀宗教改革影響了斯洛文尼亞，路德宗為最受歡迎的新教教派，少數新教信徒屬於歸正宗。
哈布斯堡王朝和反宗教改革試圖消滅斯洛文尼亞的新教信仰和斯洛文尼亞語，但布包括由匈牙利貴族所統治的斯洛文尼亞東部地區（如普雷克穆列）；從歷史上，匈牙利人在改宗歸正宗（加爾文主義）之前，就接受了路德宗，所以沒有消滅新教的政策。
斯洛文尼亞人的新教信仰在反宗教改革中倖存下來。新教信徒是斯洛文尼亞的少數信仰群體；大多數新教信徒居住在東部的普雷克穆列（Prekmurje）地區，其中大多數屬於路德宗。

#### 正教會
斯洛文尼亞的正教會信徒大多是塞爾維亞人，斯洛文尼亞的正教會基督徒屬於薩格勒布和盧布爾雅那塞爾維亞正教會大主教的管轄範圍。

### 伊斯蘭教
斯洛文尼亞的穆斯林在種族上主要是波士尼亞人和其他斯拉夫穆斯林。2014年，斯洛文尼亞有48,266名穆斯林，約佔總人口的2.4％。根據2002年斯洛文尼亞人口普查公佈的數據，47,488名穆斯林（佔總人口的2.4％）中，有2,804名穆斯林宣稱是斯洛文尼亞穆斯林。
斯洛文尼亞穆斯林還有來自中亞、南亞和東南亞地區，但不算在人口普查內，因為他們大多是移工。

### 猶太教
斯洛文尼亞的有一個小型猶太社群（斯洛文尼亞語：Judovska skupnost Slovenije）估計有400至600人，他們大多數居住在首都盧布爾雅那。在納粹大屠殺期間，許多猶太人社群遭到摧毀破壞，並且從未完全恢復過來。直到2003年，盧布爾雅那是唯一沒有猶太人禮拜場所（猶太會堂）的歐洲首都。

## 人口統計

### 調查
根據1991年和2002年的人口普查，斯洛文尼亞公民的宗教信仰。
| 宗教教派         | 人口 % 1991 | 人口 % 2002 |
| ---------------- | ----------- | ----------- |
| 基督宗教         | 74.9%       | 76,7%       |
| 天主教           | 71.6%       | 73,5        |
| 福音派和其他新教 | 0.8%        | 0.9%        |
| 正教會           | 2.4%        | 2.3%        |
| 伊斯蘭教         | 1.5%        | 2.4%        |
| 其他宗教         | 0.0%        | 0.2%        |
| 有信仰但無宗教者 | 0.2%        | 3.5%        |
| 無神論           | 4.4%        | 10.1%       |
| 不可知論者       | -           | 0.0%        |
| 未表態           | 14.6%       | 7.1%        |
| 無答案           | 0,0%        | 0.0%        |

- 2012年歐盟調查大約68％的人口宣稱是基督徒，其中64％屬於天主教會。其他基督宗教教派的信徒約佔4％。[11]
- 國際社會調查計畫調查大約64.3％的人為基督徒，天主教是最大宗派，佔受訪者的62.2％，而正教會是第二大教派，佔1.5％；其他基督宗教教派的信徒佔0.6％。另有34.3％的人宣稱沒有宗教信仰，1.5％的人表示屬於其他宗教。[12]